# Gregorio Sciroli
Gregorio Sciroli, també Schiroli, Scivoli o Siroli (Nàpols, 5 d'octubre de 1722 – 1781) fou un compositor italià.
Fill de Salvatore Sciroli estibador en el servei de duc de Capriglio, estudià durant 10 anys al Conservatorio della Pietà dei Turchini amb Lorenzo Fago i Leonardo Leo a Nàpols. El 1752 era mestre de capella del príncep de Bisignano, i entre 1753 i 1757, director del Conservatori del Bon Pastor a Palerm. Entre el 1747 i el 1757 compongué intermezzi i opere buffe per als petits teatres de Nàpols, Roma i Palerm.
Posteriorment treballà al nord d'Itàlia tot escrivint òperes més elaborades i ambicioses per als teatres de Pisa, Venècia, Milà i Bolonya. Durant els primers anys de la seva carrera, destacà també com a professor de cant i tingué entre els seus alumnes el cèlebre castrat Giuseppe Aprile, que va fer el seu debut al Teatro San Carlo el desembre de 1753 sota el sobrenom de la Scirolino.
Les obres conservades de Sciroli mostren un compositor correcte en la forma i la tècnica, però sense imaginació. La seva òpera Merope (1761) és conservadora i conté àries amb trets estilístics estereotipats i estructurades mecànicament en l'esquema da capo. El vocabulari harmònic és limitat, i als acompanyaments els falta interès contrapuntístic. En les obres còmiques es pot apreciar una línia melòdica més suggestiva que en les opere serie. La seva aportació més destacada és l'ària Misero core amante, amb un atractiu ritme alla veneziana. Compongué també una quantitat considerable de música sacra i algunes peces instrumentals.